# Sherpa

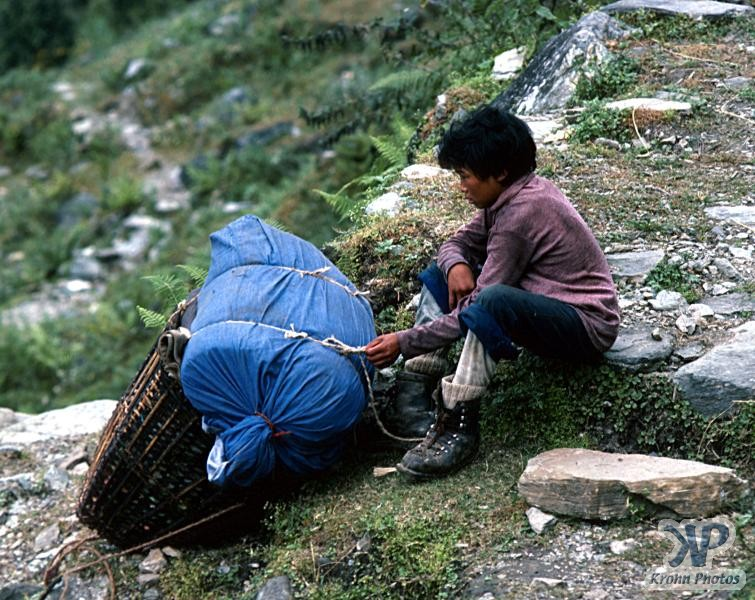
En nepalesisk sherpa med sin packning.

Sherpa är en etnisk grupp nära besläktad med tibetanerna som lever framför allt högt upp i Himalaya i Nepal. På tibetanska betyder shar öst; -pa är ett suffix som betyder 'folk'. Sherpor har migrerat från östra Tibet till Nepal de senaste 500 åren. En kvinnlig sherpa kallas för "sherpani".

## Bergsbestigning
Termen 'sherpa' används felaktigt för att syfta på lokalbefolkning som vanligtvis är anställda som bärare eller guider åt klättringsexpeditioner i Himalaya. En sherpa i den bemärkelsen behöver därmed inte vara medlem av den etniska gruppen sherpa.
En känd sherpa är Tenzing Norgay, 1914-1986, som tillsammans med Edmund Hillary, den 29 maj 1953 blev den första som besteg Mount Everests topp. Den 11 maj 2011 lyckades Apa Sherpa bestiga Everest för 21:a gången, då han på nytt slog sitt eget världsrekord. 
I dag jobbar många sherpor som bergsguider åt klättrare och turister i Himalaya. Enligt bland annat filmen A Sherpa's Burden är det många västerlänningar som inte vill erkänna hur stor del sherpor har i deras väg mot toppen av Mount Everest, då de bär upp all packning, förbereder lägren och i vissa fall bär eller drar upp dem mot toppen. 

## Att klara syretillförseln på hög höjd
Medicinsk forskning har visat att sherpas inte har fler röda blodkroppar än andra, utan tvärtom färre. Förklaringen till gruppens förmåga att klara sig på höga höjder måste sökas på annat håll. Förklaringen har istället blivit att blodet cirkuleras snabbare och att blodkärlen är större. Dessutom har sherpas ett genetiskt dominant drag som förbättrar hemoglobinmättnaden. Det tunna blodet kan också hjälpa till att förhindra blodproppar på hög höjd.Sherpas har också en för hög höjd anpassad njurfunktion som håller blodets PH-värde konstant i tunn luft.